# NGC 3088B
NGC 3088B је спирална галаксија у сазвежђу Лав која се налази на NGC листи објеката дубоког неба.
Деклинација објекта је + 22° 24' 6" а ректасцензија 10h 1m 9,9s. Привидна величина (магнитуда) објекта NGC 3088 износи 15,0 а фотографска магнитуда 15,8. NGC 3088B је још познат и под ознакама UGC 5384, MCG 4-24-11, CGCG 123-13, PGC 28998.